# Possible Changes
Pour plus de détails, voir Fiche technique et Distribution.
Possible Changes (가능한 변화들, Ganeunghan byeonhwadeul) est un film sud-coréen réalisé par Min Byung-gook, sorti le 18 mars 2005.

## Synopsis
Alors que le spectre de la cinquantaine se dessine largement, deux amis de longue date, Moon-ho et Jong-kyu, décident de remettre de l'excitation dans leurs vies en s'engageant, à la fois séparément et en équipe, dans des affaires sexuelles illicites...

## Fiche technique
- Titre : Possible Changes
- Titre original : 가능한 변화들 (Ganeunghan byeonhwadeul)
- Réalisation : Min Byung-gook
- Scénario : Min Byung-gook
- Musique : Lee Byeong-hun
- Pays d'origine : Corée du Sud
- Date de sortie : 18 mars 2005
- Format : 35 mm, 1.85:1, couleur, Dolby Digital
- Genre : Drame
- Durée : 114 minutes

## Distribution
- Jung Chan : Moon-ho
- Kim Yoo-seok : Jong-kyu
- Shin So-mi : Soo-hyun
- Yun Ji-hye : Lee Yun-jeong

## Récompenses et distinctions
- Prix du meilleur film asiatique, lors du Festival international du film de Tokyo 2004.